# Stelis rhodia
Stelis rhodia är en biart som beskrevs av Mavromoustakis 1960. Stelis rhodia ingår i släktet pansarbin, och familjen buksamlarbin. Inga underarter finns listade i Catalogue of Life.